# Isabel Allende (schrijfster)
Isabel Allende (Lima, Peru, 2 augustus 1942) is een Chileens journaliste en schrijfster.

## Levensloop
Allende is geboren in 1942 in Peru. Haar vader, Tomás Allende, was een neef van Salvador Allende, president van Chili van 1970 tot 1973, en hij was diplomaat. Haar ouders scheidden in 1945. Haar moeder keerde terug naar Chili met haar drie kinderen. Vervolgens woonde het gezin van 1953 tot 1958 eerst in Bolivia en daarna in Libanon. Allende bezocht er privéscholen, eerst een Amerikaanse, later een Engelse. In 1958 keerde het gezin terug naar Chili, waar zij de middelbare school afmaakte. Zij ontmoette daar haar latere echtgenoot Miguel Frías.
Van 1959 tot 1965 werkte Allende in Santiago voor de Voedsel- en Landbouworganisatie (FAO), de wereldvoedselorganisatie van de Verenigde Naties (VN). In 1962 trouwde ze met Frías en het jaar erna werd hun dochter Paula geboren. Allende verbleef geruime tijd in Europa, waar zij in Brussel en in Zwitserland woonde. In 1966 keerde ze terug naar Chili en werd hun zoon Nicolás geboren.
Vanaf 1967 was Allende redactielid van het Chileense vrouwentijdschrift Paula en van 1973 tot 1974 werkte zij mee aan het kinderblad Mampato. Zij gaf twee kinderverhalen uit: La abuela Panchita en Lauchas y lauchones, alsmede een verzameling artikelen: Civilice a su troglodita. Ook was zij een welbekende gast in uitzendingen van de Chileense televisie. In 1973 werd haar toneelstuk El embajador in Santiago opgevoerd.
De staatsgreep van 11 september 1973 door generaal Augusto Pinochet, die tot de mysterieuze dood van toenmalig president Salvador Allende leidde, maakte Isabel Allendes situatie zeer moeilijk en in 1975 vertrok zij naar haar familie in Venezuela. Zij bleef er dertien jaar en werkte er voor het centrumlinkse dagblad El Nacional te Caracas. Na haar scheiding in 1978 woonde ze twee maanden in Spanje.
In 1981 hoorde Allende dat haar grootvader, inmiddels 99 jaar oud, op sterven lag. Ze begon hem een brief te schrijven die tot een manuscript voor een roman uitgroeide: Het huis met de geesten (La casa de los espíritus). De publicatie was een groot succes en het boek werd later verfilmd door de Deense regisseur Bille August.
Allende hertrouwde in 1988 in San Francisco en ging in San Rafael in Californië wonen. Haar dochter Paula overleed in 1992 aan porfyrie.
In 2020 kwam Mujeres del alma mía ('de vrouwen van mijn ziel') uit, een autobiografisch boek over haar leven en over feminisme. De vertaling in het Nederlands door Rikkie Degenaar kwam uit in 2021 onder de titel Wat wij willen - Mijn leven als moeder, vrouw, feminist.

### Voornaamste werken
- Het huis met de geesten (La casa de los espíritus, Plaza & Janés, Barcelona, 1982) - verfilmd in 1993 als The House of the Spirits
- La gorda de porcelana (Alfaguara, Madrid, 1984) - (nog) niet in Nederlandse vertaling verschenen
- Liefde en Schaduw (De amor y de sombra, Plaza & Janés, 1984)
- Eva Luna (Eva Luna, Plaza & Janés, 1987)
- Het goud van Tomas Vargas (Cuentos de Eva Luna, Plaza & Janés, 1989)
- Het oneindige plan (El plan infinito, 1991)
- Paula (1994)
- Afrodite (Afrodita, Plaza & Janés, 1997)
- Fortuna's Dochter (Hija de la fortuna, Plaza & Janés, 1999)
- Portret in Sepia (Retrato en sepia, Areté, 2000)
- De stad van de wilde goden (La ciudad de las bestias, 2002)
- Herinneringen aan mijn Chili (Mi país inventado, Areté, 2003)
- Het rijk van de Gouden Draak (El reino del dragón de oro, 2004)
- Zorro (El Zorro, 2005)
- Woud van de pygmeeën (El bosque de los pigmeos, 2005)
- Inés, vrouw van mijn hart (Inés del alma mía, 2006)
- De som der dagen (La suma de los días, 2008)
- Het eiland onder de zee (La Isla bajo el mar, 2010)
- Het negende schrift van Maya (El Cuaderno de Maya, 2011)
- Ripper (El juego de Ripper, 2014)
- De Japanse minnaar (El amante japonés, 2015)
- De winter voorbij (Más allá del invierno, 2017, vertaald 2018)
- Bloemblad van zee (Largo pétalo de mar, 2019, vertaald 2020)
- Wat wij willen - Mijn leven als moeder, vrouw, feminist (Mujeres del alma mía, 2020, vertaald 2021)
- Violeta (Violetta, 2022)
- De wind kent mijn naam (El viento conoce mi nombre, 2023)
- Mijn naam is Emilia del Valle (Mi nombre es Emilia del Valle, 2025)

Vertalingen van Allendes boeken verschijnen bij Uitgeverij Wereldbibliotheek, Amsterdam.

### Publiek optreden
Isabel Allende hield op de TED-bijeenkomst van maart 2007 in Californië een presentatie over schrijven en over feminisme en wat haar nog meer inspireert. Op de TED-bijeenkomst van maart 2014 in Vancouver (Canada) sprak zij over passie en over ouder worden.

## Bestseller 60

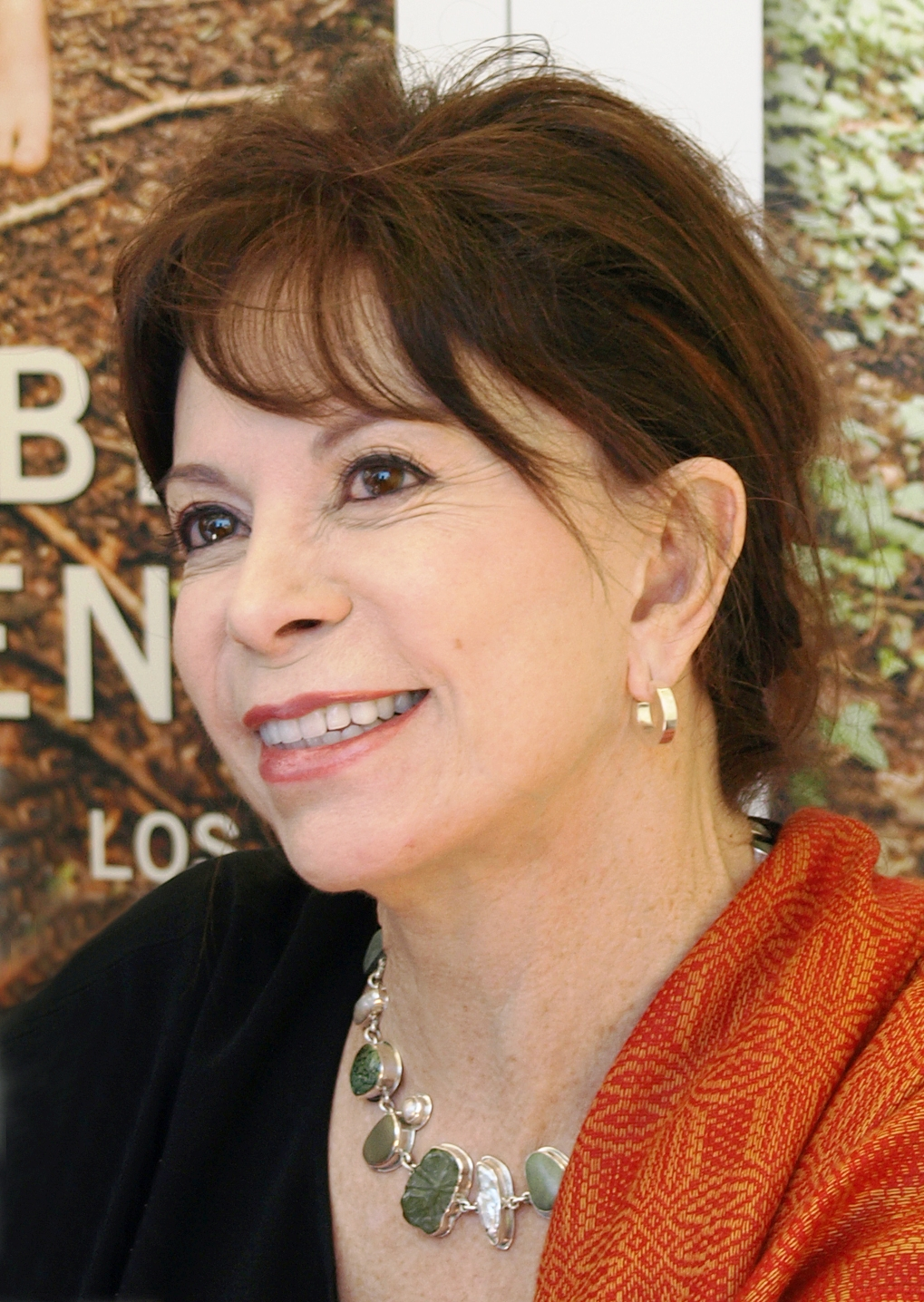
Allende tijdens de presentatie van haar boek La suma de los días (De som der dagen) in Barcelona in 2008

| Boeken met noteringen in de Nederlandse Bestseller 60 | Jaar van verschijnen | Datum van binnenkomst | Hoogste positie | Aantal weken | Opmerkingen   |
| ----------------------------------------------------- | -------------------- | --------------------- | --------------- | ------------ | ------------- |
| De stad van de wilde goden                            | 2003                 | 08-02-2003            | 31              | 7            |               |
| Liefde en schaduw                                     | 2003                 | 08-02-2003            | 7               | 4            |               |
| Het rijk van de gouden draak                          | 2003                 | 28-06-2003            | 2               | 17           |               |
| Herinnering aan mijn Chili                            | 2003                 | 11-10-2003            | 13              | 13           |               |
| Eva Luna                                              | 2003                 | 18-10-2003            | 16              | 20           |               |
| Het woud van de pygmeeën                              | 2004                 | 08-05-2004            | 2               | 21           |               |
| Paula                                                 | 2005                 | 16-04-2005            | 26              | 3            |               |
| Zorro                                                 | 2005                 | 11-06-2005            | 4               | 18           |               |
| Fortuna's dochter                                     | 2006                 | 01-04-2006            | 25              | 10           |               |
| Portret in sepia                                      | 2006                 | 30-09-2006            | 42              | 2            |               |
| Inés, vrouw van mijn hart                             | 2006                 | 07-10-2006            | 11              | 22           |               |
| De som der dagen                                      | 2008                 | 31-05-2008            | 3               | 19           |               |
| Het eiland onder de zee                               | 2010                 | 24-04-2010            | 3               | 34           |               |
| Het negende schrift van Maya                          | 2011                 | 27-08-2011            | 2               | 24           |               |
| Ripper                                                | 2014                 | 25-01-2014            | 3               | 36           |               |
| De winter voorbij                                     | 2018                 | 14-02-2018            | 1(1wk)          | 18           |               |
| Bloemblad van zee                                     | 2020                 | 12-02-2020            | 7               | 17           |               |
| Wat wij willen                                        | 2021                 | 28-02-2021            | 40              | 1            | autobiografie |
| Violeta                                               | 2022                 | 02-03-2022            | 3               | 33           |               |
| De wind kent mijn naam                                | 2023                 | 14-06-2023            | 6               | 16           |               |
| Mijn naam is Emilia del Valle                         | 2025                 | 14-05-2025            | 4               | 15*          |               |